# Державна служба експортного контролю України
Держа́вна слу́жба е́кспортного контро́лю Украї́ни (Держекспортконтроль) — центральний орган виконавчої влади, діяльність якого спрямовується і координується Кабінетом Міністрів України через Міністра економіки України.
Основними завданнями Держекспортконтролю України згідно з Указом є:
- реалізація державної політики у галузі державного контролю за міжнародними передачами товарів військового призначення, подвійного використання та інших товарів, що не внесені до списків товарів, що підлягають державному експортному контролю та щодо яких відповідно до Закону України «Про державний контроль за міжнародними передачами товарів військового призначення та подвійного використання»[5] можуть бути застосовані процедури державного експортного контролю, а також внесення пропозицій щодо її формування;
- захист національних інтересів та зміцнення міжнародного авторитету України під час здійснення державного контролю за міжнародними передачами товарів шляхом забезпечення виконання міжнародних зобов'язань України, пов'язаних із нерозповсюдженням зброї масового знищення, засобів її доставки та обмеженням передач звичайних видів озброєння для недопущення їх застосування у терористичних та інших протиправних цілях;
- сприяння розвитку міжнародного співробітництва та взаємодії з відповідними органами іноземних держав і міжнародними організаціями з питань нерозповсюдження та експортного контролю[6].

## Голови
- Володимир Демьохін — звільнений у 2014 згідно підстав передбачених  Законом України «Про очищення влади».
- Юрій Терещенко — звільнився за власним бажанням у червні 2016.
- Ігор Савула — тимчасово виконував обов'язки голови до липня 2019, коли звільнився за власним бажанням.
- Шайтан Олександр Вікторович